# 高橋新次郎
高橋 新次郎（たかはし しんじろう、1897年（明治30年）2月4日 - 1973年（昭和48年）10月5日）は、日本の歯学者、歯科医師、矯正歯科医。埼玉県出身。
東京高等歯科医学校（現・東京医科歯科大学）矯正歯科学教室教授、東京医科歯科大学教授、東京医科歯科大学歯学部長、東京医科歯科大学附属病院院長、東京医科歯科大学附属歯科技工士学校長を歴任。日本矯正歯科学会会長、国際歯科研究学会日本部会会長も務めた。

## 経歴
- 1919年 日本歯科医学専門学校（現・日本歯科大学）卒業[3]、文部省歯科医術開業試験付属病院入局
- 1923年 ペンシルベニア大学歯学校四年次編入
- 1924年 ペンシルベニア大学歯学校卒業
- 1925年 ペンシルベニア大学歯学校大学院矯正歯科専攻修了
- 1926年 ペンシルベニア大学留学を一年延長して帰国[4]
- 1929年 東京高等歯科医学校講師[3]、補綴部矯正科主任[3]
- 1937年 同矯正学教授[3]
- 1954年 国際歯科研究学会日本部会発足、会長に就任[5]
- 1958年 日本矯正歯科学会会長に就任（ - 1962年（昭和37年））
- 1960年 東京医科歯科大学歯学部長に就任（ - 1962年（昭和37年））
- 1962年 東京医科歯科大学名誉教授[2]
- 1973年 病没。享年76。

## 業績
- 高橋の不正咬合分類法 - 日本人における不正咬合をもたらす要因に基づいて分類法を決め、治療方針を決定づける指標を分かりやすくした

## 著書
- 高橋新次郎『矯正歯科学』齒苑社〈小児歯科学叢書4〉、1930年2月。 NCID BN12606925。
- 高橋新次郎『矯正齒科學 : 理論と實際』（第3版）齒苑社、1935年8月。 NCID BN12612586。
- 高橋新次郎『矯正齒科學 : 理論と實際』（第4版）齒苑社、1937年5月。 NCID BA38024231。
- 高橋新次郎『矯正の常識』臨牀齒科社、1940年12月。 NCID BA80965420。
- 高橋新次郎『矯正齒科學 : 理論と實際』（第6版）齒苑社、1947年5月。 NCID BN12612407。
- 高橋新次郎『機能的顎矯正法 : 理論と實際とその批判』齒苑社〈矯正齒科學〉、1947年10月。 NCID BN12478825。
- 高橋新次郎『機能的顎矯正法 : 理論と實際とその批判』（第2版）齒苑社、東京都、1951年8月。 NCID BA80965103。
- 高橋新次郎 編『写真で見るアメリカの素顔』医歯薬出版、1955年10月。
- 高橋新次郎 他 編『歯科口腔外科最近の進歩』医歯薬出版〈最近の進歩シリーズ〉、1956年12月。 NCID BN06689156。
- 高橋新次郎、三浦不二夫 編『正中離開』医歯薬出版〈歯科写真文庫 7〉、1960年4月。 NCID BN12457993。
- 高橋新次郎『新編歯科矯正学』永末書店、1960年。 NCID BN1247895X。
- 高橋新次郎『新編機能的顎矯正法』（第4版）医歯薬出版、1961年。 NCID BN12479067。
- 高橋新次郎『矯正こぼれ話』永末書店、1972年3月。 NCID BN13550906。
- 高橋新次郎『新編歯科矯正学』（増補）永末書店、1975年7月。 NCID BN13787326。

| 学職                          | 学職                                                | 学職                            |
| ----------------------------- | --------------------------------------------------- | ------------------------------- |
| 先代 （初代）                 | 国際歯科研究学会日本部会会長 1954年 - 1958年        | 次代 松宮誠一 1959年 - 1960年   |
| 先代                          | 日本矯正歯科学会 会長 1958年 - 1962年               | 次代                            |
| 先代 中村平蔵 1959年 - 1960年 | 東京医科歯科大学歯学部長 1960年 - 1962年            | 次代 中澤勇 1962年 - 1965年     |
| 先代 （初代）                 | 東京医科歯科大学歯科矯正学教室 教授 1937年 - 1962年 | 次代 三浦不二夫 1962年 - 1991年 |